# Agénor Azéma de Montgravier
Pour les articles homonymes, voir Azéma.
Michel Auguste Martin Agénor Azéma de Montgravier, né à Béziers le 28 octobre 1805 et mort à Montpellier le 14 septembre 1863, est un militaire et archéologue français.

## Biographie
Reçu élève à l'École Polytechnique en 1825, il opte pour l'arme de l'artillerie à sa sortie en 1828. Promu lieutenant en 1831, capitaine en 1837 et enfin chef d’escadron en 1850, il achève sa carrière militaire au poste de sous-directeur de l'artillerie de la place de Montpellier, auquel il est nommé en 1853.
Auparavant, Azéma de Montgravier sert à trois reprises en Algérie, de 1832 à 1834, puis de 1839 à 1845, et enfin de 1846 à 1851. Il y est notamment employé comme officier aux affaires arabes, et occupe durant son troisième séjour les fonctions de chef du bureau arabe de la subdivision d'Oran.
Passionné par les antiquités, il est un des pionniers de l'archéologie romaine en Afrique du Nord. Dès 1840, il est le premier à identifier Cherchell comme l'antique Caesarea, capitale de la Maurétanie. Membre actif de la Société historique algérienne, il relève et publie de nombreuses inscriptions lapidaires antiques découvertes durant ses missions.
Sa contribution à l'archéologie nord-africaine lui vaut d'être élu membre correspondant de l’Académie des inscriptions le 27 décembre 1850.
À la fin de sa vie, il effectue des fouilles sur le site des ruines romaines de Murviel-lès-Montpellier pour le compte de la Commission de la Carte des Gaules.
Décoré de la Légion d'honneur en 1844, il est créé officier du même ordre en 1862.

## Publications
- Lettre sur les inscriptions trouvées à Orléansville et à Tenez (1843) ;
- Observations sur les antiquités romaines de la province d'Oran et en particulier sur les ruines de Tiaret  (1843) ;
- Les Tumulus de Lachdar, province d'Oran (1844) ;
- Études historiques pour servir au projet de colonisation d'une partie du territoire de la province d'Oran (1846) ;
- Excursions archéologiques d’Oran à Tlemcen (1847) ;
- Mémoire sur l’occupation de la Mauritanie par les Romains (couronné par la 1re médaille au concours de 1848 à l'Académie des Inscriptions) ;
- Deux lettres au Président de la République (1849-1850) ;
- Les Deux Paris ou 1848 et 1858. Chant lyrique (1858) ;
- Murviel. Ruines d'un "oppidum" des Volces arécomiques (1863) en collaboration avec Adolphe Ricard ;
- Notice biographique sur Mme de Tencin (s.d.).

## Sources
- Dossier de Légion d'honneur du chef d'escadron Azéma de Montgravier.
- « Nécrologie de M. Azéma de Montgravier », Revue africaine, publication de la Société historique algérienne, 1865, p. 63-65, consultable sur Google-Livres.
- Nadir Marouf, Le Fait colonial au Maghreb, L'Harmattan, 2008, p. 213.